# レーネ＝ヴィル県
レーネ＝ヴィル県（エストニア語：Lääne-Viru maakond）は、エストニアを構成する15の県の一つである。エストニア北部に位置し、北はフィンランド湾に面し、西はハリュ県（最大の都市が首都タリン）と接する。